# 加藤美樹 (ディスクジョッキー)
加藤 美樹（かとう みき、1965年3月26日 - ）は、日本のDJ。東京都練馬区出身。血液型B型。

## 来歴・人物
学生時代にモデルとして芸能事務所スターダストプロモーションにスカウトされ、『ジュニアスタイル』（鎌倉書房）などの雑誌に登場する。その他NHK教育テレビのフランス語講座に生徒役で出演するなどテレビでの露出も始める。
大学時代には『CanCam』（小学館）で専属モデルを務める。その華奢で素朴な容姿で人気を集め、同誌の表紙にも数回出演した。
大学卒業後、モデルとして活動したのち、TOKYO FMの番組に出演。1994年にFM802のDJオーディションに合格したのをきっかけに活動の場を関西にも広げた。
1995年にFM802で放送開始した『SUPER J-HITS RADIO』でDJを担当、2016年からは同番組がFM COCOLO（FM802が1局2波体制で放送）での放送に移行したため、自身もFM COCOLOに移籍した。

## 出演

### ラジオ
現在
- SUPER J-HITS RADIO（FM COCOLO〈2016年3月まではFM802〉、1995年4月 - ）

過去
- アフタヌーン・ブリーズ（TOKYO FM）
- エモーショナル・ビート PART2（TOKYO FM）
- J-POPTERIA（FM-FUJI）
- BANANA-FISH DAY〜Kiss World Hot Score（Kiss-FM KOBE）※黒田アーサーと共演
- マックミュージッククリップ（マクドナルド店舗専用有線放送）
- マックジョイ・ジューシープログラム（マクドナルド店舗専用有線放送）
- FLOWER AFTERNOON（FM802、1998年7月 - 2008年10月1日）
- RADIO EUTOPIA（FM COCOLO・InterFM897・Radio NEO、2016年10月1日 - 2017年3月25日）
- STAMP。（FM COCOLO、2017年7月 - 2017年9月）

### テレビ
- 世にも奇妙な物語（アバンストーリー「もう一度見せてよ！」に出演。フジテレビ）
- GOB（日本テレビ）
- 星期六我家的電視・三宅裕司の天下御免ね!（TBS）
- Woming（静岡第一テレビ）
- スター・チャンネルナビゲーター（スター・チャンネル）
- 世界・ふしぎ発見!（TBS）